# إمبراطور روماني مقدس
 الإمبراطور الروماني المقدس (الالمانيه:Römischer Kaiser واللاتينية: Romanorum Imperator) كان العاهل المنتخب حاكم الإمبراطورية الرومانية المقدسة، وأوروبا الوسطى في خلال العصور الوسطى وأوائل الفترة الحديثة.
حسب الاتفاق أول إمبراطور روماني مقدس كان ملك الفرنجة الملك شارلمان، توج كامبراطور الغرب من البابا ليو الثالث في 25 كانون الأول / ديسمبر 800، رغم أن الإمبراطورية نفسها (وكذلك أسلوب الإمبراطور الروماني المقدس) لم يدخل حيز الاستخدام إلا بعد فترة زمنية معينة. توج باباوات روما اباطرة الإمبراطورية الرومانية المقدسة حتى القرن السادس عشر، وتنازل الإمبراطور الأخير، فرانسيس الثاني، في 1806 أثناء حروب نابليون التي شهدت حل الإمبراطورية النهائي.
إذا كنت تريد زوجات الأباطرة؛ أنظر: إمبراطورات الرومانيات المقدسات.

## اللقب
منذ عهد قسطنطين الأول (حكم من 306 إلى 337) اضطلع الأباطرة الرومان، مع استثناءات قليلة جدًا، بدور المروجين والمدافعين عن المسيحية. شكل عهد قسطنطين سابقة لمنصب الإمبراطور المسيحي في الكنيسة، وبعد قسطنطين كان عليهم واجب مساعدة الكنيسة على مساعدة الأرثوذكسية والحفاظ عليها. كان دور الإمبراطور هو فرض العقيدة واجتثاث البدع ودعم الوحدة الكنسية. تم استدعاء المجالس المسكونية في القرنين الخامس والثامن من قبل الأباطرة الرومان الشرقيين. في أوروبا الغربية سقط لقب الإمبراطور بعد وفاة يوليوس نيبوس في 480 على الرغم من أن حكام الممالك البربرية استمروا في الاعتراف بسلطة الإمبراطور الشرقي على الأقل اسميًا حتى القرن السادس. قرب نهاية القرن الثامن كانت البابوية لا تزال تعترف بحاكم القسطنطينية كإمبراطور روماني، في عام 800 كان البابا ليو الثالث مدينًا بدين كبير لشارلمان ملك الفرنجة وملك إيطاليا لتأمين حياته ومنصبه. بحلول هذا الوقت تم خلع الإمبراطور الشرقي قسطنطين السادس عام 797 واستبدلت أمه إيرين كملك.

بحجة أن المرأة لا تستطيع أن تحكم الإمبراطورية أعلن البابا ليو الثالث أن العرش شاغر وتوج شارلمان إمبراطورًا للرومان خليفة قسطنطين السادس كإمبراطور روماني، تراجعت الإمبراطورية الشرقية في النهاية عن الاعتراف بشارلمان وخلفائه كأباطرة. كان لقب الإمبراطور في الغرب يعني ضمناً اعتراف البابا به، مع نمو سلطة البابوية خلال العصور الوسطى دخل الباباوات والأباطرة في صراع حول إدارة الكنيسة. كان الصراع الأكثر شهرة والأكثر مرارة هو الخلاف المعروف باسم الجدل حول التنصيب والذي حدث خلال القرن الحادي عشر بين هنري الرابع والبابا غريغوري السابع.
بعد تتويج شارلمان احتفظ خلفاؤه باللقب حتى عام 924. تحت حكم أوتونيانس كان جزء كبير من المملكة الكارولنجية السابقة في شرق فرنسا يقع ضمن حدود الإمبراطورية الرومانية المقدسة. منذ عام 911 انتخب الأمراء الألمان المختلفون ملكًا للألمان من بين أقرانهم. بعد ذلك تم تتويج ملك الألمان كإمبراطور على غرار السابقة التي وضعها شارلمان خلال الفترة من 962 إلى 1530. كان تشارلز الخامس هو آخر إمبراطور توج من قبل البابا، وخليفته فرديناند الأول تبنى فقط لقب «الإمبراطور المنتخب» في عام 1558. تنازل الإمبراطور الروماني المُنتخب الأخير فرانسيس الثاني في عام 1806 عن اللقب أثناء الحروب النابليونية التي شهدت انحلال الإمبراطورية النهائي.

## قائمة الأباطرة

### الأسرةالكارولينجيون
| الصورة | الأسم                                  | الحكم         | الحكم         | علاقته بسلفه    | ألقاب أخرى                                                |
| ------ | -------------------------------------- | ------------- | ------------- | --------------- | --------------------------------------------------------- |
|        | كارل الأول، الكبير (شارلمان) (742–814) | 25 ديسمبر 800 | 28 يناير 814  |                 | • ملك اللومبارد • ملك الفرنجة                             |
|        | لويس الأول، التقي (778–840)            | 11 سبتمبر 813 | 20 يونيو 840  | ابن شارلمان     | • ملك الفرنجة • ملك آكيتاين                               |
|        | لوثر الأول (795–855)                   | 5 أبريل 823   | 29 سبتمبر 855 | ابن لويس الأول  | • ملك بافاريا • ملك إيطاليا • ملك الفرنجة الوسطى          |
|        | لويس الثاني (825–875)                  | 29 سبتمبر 855 | 12 أغسطس 875  | ابن لوثر الأول  | • ملك بافاريا • ملك إيطاليا • ملك الفرنجة الوسطى          |
|        | كارل الثاني، الأصلع (823–877)          | 2 ديسمبر 875  | 6 أكتوبر 877  | ابن لويس الأول  | • ملك الفرنجة الغربية • ملك إيطاليا                       |
|        | كارل الثالث، البدين (839–888)          | 12 فبراير 881 | 13 يناير 888  | حفيد لويس الأول | • ملك الفرنجة الغربية • ملك الفرنجة الشرقية • ملك إيطاليا |

### أسرة بوزونيد
| الصورة | الاسم                  | الحكم        | الحكم         | علاقته بسلفه                    | ألقاب أخرى                  |
| ------ | ---------------------- | ------------ | ------------- | ------------------------------- | --------------------------- |
|        | غيدو الأول (؟–894)     | 891          | 12 ديسمبر 894 | حفيد الأكبر-الأكبر لـشارل الأول | • ملك إيطاليا • دوق سبوليتو |
|        | لامبرت الأول (880–898) | 30 أبريل 892 | 15 أكتوبر 898 | ابن غي الأول                    | • ملك إيطاليا • دوق سبوليتو |

### أسرة الكارولنجية
| الصورة | الاسم            | الحكم         | الحكم        | علاقته بسلفه         | ألقاب أخرى                          |
| ------ | ---------------- | ------------- | ------------ | -------------------- | ----------------------------------- |
|        | أرنولف (850–899) | 22 فبراير 896 | 8 ديسمبر 899 | ابن شقيق كارل الثالث | • ملك إيطاليا • ملك الفرنجة الشرقية |

### أسرة بوزونيد
| الصورة | الاسم                         | الحكم         | الحكم        | علاقته بسلفه     | ألقاب أخرى                  |
| ------ | ----------------------------- | ------------- | ------------ | ---------------- | --------------------------- |
|        | لويس الثالث، الأعمى (880–928) | 22 فبراير 901 | 21 يوليو 905 | حفيد لويس الثاني | • ملك إيطاليا • ملك بروفانس |

### أسرة أونروشينغ
| الصورة | الاسم                  | الحكم      | الحكم       | علاقته بسلفه                     | ألقاب أخرى                     |
| ------ | ---------------------- | ---------- | ----------- | -------------------------------- | ------------------------------ |
|        | برنغار الأول (845–924) | ديسمبر 915 | 7 أبريل 924 | حفيد الأكبر-الأكبر لـ لويس الأول | • ملك إيطاليا • مارغريف فريولي |

### أسرة الأوتونية
| الصورة | الاسم                         | الحكم         | الحكم          | علاقته بسلفه       | ألقاب أخرى                                 |
| ------ | ----------------------------- | ------------- | -------------- | ------------------ | ------------------------------------------ |
|        | أوتو الأول، الكبير (912–973)  | 2 فبراير 962  | 7 مايو 973     |                    | • ملك إيطاليا • ملك ألمانيا • دوق ساكسونيا |
|        | أوتو الثاني، الأحمر (955–983) | 25 ديسمبر 967 | 7 ديسمبر 983   | ابن أوتو الأول     | • ملك إيطاليا • ملك ألمانيا                |
|        | أوتو الثالث (980–1002)        | 21 مايو 996   | 23 يناير 1002  | ابن أوتو الثاني    | • ملك إيطاليا • ملك ألمانيا                |
|        | هاينريش الثاني (973–1024)     | 7 يونيو 1002  | 14 فبراير 1014 | ابن عم أوتو الثالث | • ملك إيطاليا • ملك ألمانيا • دوق بافاريا  |

### أسرة ساليان
| الصورة | الاسم                              | الحكم          | الحكم         | علاقته بسلفه                     | ألقاب أخرى                                |
| ------ | ---------------------------------- | -------------- | ------------- | -------------------------------- | ----------------------------------------- |
|        | كونراد الثاني، الأكبر (990–1039)   | 26 مارس 1027   | 4 يونيو 1039  | حفيد الأكبر-الأكبر لـ أوتو الأول | • ملك بورغندي • ملك إيطاليا • ملك ألمانيا |
|        | هاينريش الثالث، الأسود (1017–1056) | 25 ديسمبر 1046 | 5 أكتوبر 1056 | ابن كونراد الثاني                | • ملك بورغندي • ملك إيطاليا • ملك ألمانيا |
|        | هاينريش الرابع (1050–1116)         | 31 مارس 1084   | 7 أغسطس 1106  | ابن هاينريش الثالث               | • ملك بورغندي • ملك إيطاليا • ملك ألمانيا |
|        | هاينريش الخامس (1086–1125)         | 13 أبريل 1111  | 23 مايو 1125  | ابن هاينريش الرابع               | • ملك إيطاليا • ملك ألمانيا               |

### أسرة سوبلينبورغ
| الصورة | الاسم                   | الحكم        | الحكم         | علاقته بسلفه      | ألقاب أخرى                  |
| ------ | ----------------------- | ------------ | ------------- | ----------------- | --------------------------- |
|        | لوثر الثاني (1075–1137) | 4 يونيو 1133 | 4 ديسمبر 1137 | من نسل أوتو الأول | • ملك إيطاليا • ملك ألمانيا |

### أسرة هوهنشتاوفن
| الصورة | شعار | الاسم                             | الحكم         | الحكم          | علاقته بسلفه                  | ألقاب أخرى                                                    |
| ------ | ---- | --------------------------------- | ------------- | -------------- | ----------------------------- | ------------------------------------------------------------- |
|        |      | فريدرش الأول، بربروسا (1122–1190) | 8 يونيو 1155  | 10 يونيو 1190  | حفيد الأكبر لـ هاينريش الرابع | • ملك ألمانيا • ملك إيطاليا • ملك بورغندي                     |
|        |      | هاينريش السادس (1165–1197)        | 14 أبريل 1191 | 28 سبتمبر 1197 | ابن فريدرش الأول              | • ملك ألمانيا • ملك إيطاليا • ملك بورغندي • ملك صقلية المشترك |

### أسرة فلف
| الصورة | الشعار | الاسم                   | الحكم        | الحكم | علاقته بسلفه               | ألقاب أخرى                                |
| ------ | ------ | ----------------------- | ------------ | ----- | -------------------------- | ----------------------------------------- |
|        |        | أوتو الرابع (1175–1218) | 9 يونيو 1198 | 1215  | حفيد الأكبر لـ لوثر الثاني | • ملك ألمانيا • ملك إيطاليا • ملك بورغندي |

### أسرة هوهنشتاوفن
| الصورة | الشعار | الاسم                      | الحكم          | الحكم          | علاقته بسلفه       | ألقاب أخرى                                               |
| ------ | ------ | -------------------------- | -------------- | -------------- | ------------------ | -------------------------------------------------------- |
|        |        | فريدريش الثاني (1194–1250) | 22 نوفمبر 1220 | 13 ديسمبر 1250 | ابن هاينريش السادس | • ملك ألمانيا • ملك إيطاليا • ملك صقلية • ملك بيت المقدس |
|        |        | كونراد الرابع (1228–1254)  | 13 ديسمبر 1250 | 21 مايو 1254   | ابن فريدرش الثاني  | • ملك ألمانيا • ملك إيطاليا • ملك صقلية • ملك بيت المقدس |
|        |        | كونراد الخامس (1252–1268)  | 21 مايو 1254   | 29 أكتوبر 1268 | ابن كونراد الرابع  | • ملك ألمانيا • ملك إيطاليا • ملك صقلية • ملك بيت المقدس |

### أسرة لوكسمبورغ
| الصورة | الشعار | الاسم                      | الحكم         | الحكم         | علاقته بسلفه       | ألقاب أخرى                                   |
| ------ | ------ | -------------------------- | ------------- | ------------- | ------------------ | -------------------------------------------- |
|        |        | هاينريش السابع (1274-1313) | 29 يونيو 1312 | 24 أغسطس 1313 | من نسل لويس الثالث | • ملك ألمانيا • ملك إيطاليا • كونت لوكسمبورغ |

### أسرة فيتلسباخ
| الصورة | الشعار | الاسم                               | الحكم       | الحكم          | علاقته بسلفه                       | ألقاب أخرى                                |
| ------ | ------ | ----------------------------------- | ----------- | -------------- | ---------------------------------- | ----------------------------------------- |
|        |        | لودفيغ الرابع، البافاري (1282–1347) | أكتوبر 1314 | 11 أكتوبر 1347 | من نسل لوثر الثاني وهاينريش الرابع | • ملك ألمانيا • ملك إيطاليا • دوق بافاريا |

### أسرة لوكسمبورغ
| الصورة | الشعار | الاسم                   | الحكم          | الحكم          | علاقته بسلفه        | ألقاب أخرى                                                               |
| ------ | ------ | ----------------------- | -------------- | -------------- | ------------------- | ------------------------------------------------------------------------ |
|        |        | كارل الرابع (1316–1378) | 11 يوليو 1346  | 29 نوفمبر 1378 | حفيد هاينريش السابع | • ملك ألمانيا • ملك إيطاليا • ملك بوهيميا • ملك بورغندي • كونت لوكسمبورغ |
|        |        | سيغيسموند (1368–1437)   | 10 سبتمبر 1410 | 9 ديسمبر 1437  | ابن كارل الرابع     | • ملك ألمانيا • ملك إيطاليا • ملك بوهيميا • ملك المجر وكرواتيا           |

### أسرة هابسبورغ
| الصورة | الشعار | الاسم                                       | الحكم          | الحكم          | علاقته بسلفه          | ألقاب أخرى |
| ------ | ------ | ------------------------------------------- | -------------- | -------------- | --------------------- | --- |
|        |        | فريدريش الثالث، مُسالم (1415–1493)           | 2 فبراير 1440  | 19 أغسطس 1493  | من نسل لوثر الثاني    | • ملك ألمانيا • أرشيدوق النمسا |
|        |        | ماكسيمليان الأول، الفارس الأخير (1459–1519) | 19 أغسطس 1493  | 12 يناير 1519  | ابن فريدريش الثالث    | • ملك ألمانيا • أرشيدوق النمسا |
|        |        | كارل الخامس (1500–1558)                     | 28 يونيو 1519  | 16 يناير 1556  | حفيد ماكسيمليان الأول | • ملك ألمانيا • ملك إيطاليا • أرشيدوق النمسا • ملك إسبانيا • لورد هولندا ودوق بورغندي |
|        |        | فرديناند الأول (1503–1564)                  | 16 يناير 1556  | 25 يوليو 1564  | شقيق كارل الخامس      | • ملك ألمانيا • ملك بوهيميا • ملك المجر • وكرواتيا • أرشيدوق النمسا |
|        |        | ماكسيمليان الثاني (1527–1576)               | 25 يوليو 1564  | 12 أكتوبر 1576 | ابن فرديناند الأول    | • ملك ألمانيا • ملك بوهيميا • ملك المجر • وكرواتيا • أرشيدوق النمسا |
|        |        | رودولف الثاني (1552–1612)                   | 12 أكتوبر 1576 | 20 يناير 1612  | ابن ماكسيمليان الثاني | • ملك ألمانيا • ملك بوهيميا • ملك المجر • وكرواتيا • أرشيدوق النمسا |
|        |        | ماثياس (1557–1619)                          | 23 يناير 1612  | 20 مارس 1619   | شقيق رودولف الثاني    | • ملك ألمانيا • ملك بوهيميا • ملك المجر • وكرواتيا • أرشيدوق النمسا |
|        |        | فرديناند الثاني (1578–1637)                 | 20 مارس 1619   | 15 فبراير 1637 | حفيد فرديناند الأول   | • ملك ألمانيا • ملك بوهيميا • ملك المجر • وكرواتيا • أرشيدوق النمسا |
|        |        | فرديناند الثالث (1608–1657)                 | 15 فبراير 1637 | 2 أبريل 1657   | ابن فرديناند الثاني   | • ملك ألمانيا • ملك بوهيميا • ملك المجر • وكرواتيا • أرشيدوق النمسا |
|        |        | ليوبولد الأول (1640–1705)                   | 6 مارس 1657    | 5 مايو 1705    | ابن فرديناند الثالث   | • ملك ألمانيا • ملك بوهيميا • ملك المجر • وكرواتيا • أرشيدوق النمسا |
|        |        | يوزف الأول (1678–1711)                      | 5 مايو 1705    | 17 أبريل 1711  | ابن ليوبولد الأول     | • ملك ألمانيا • ملك بوهيميا • ملك المجر • وكرواتيا • أرشيدوق النمسا |
|        |        | كارل السادس (1685–1740)                     | 12 أكتوبر 1711 | 20 أكتوبر 1740 | شقيق يوزف الأول       | القائمة الكاملة - • ملك ألمانيا • ملك بوهيميا • ملك المجر • وكرواتيا • أرشيدوق النمسا • ملك نابولي • ملك صقلية • ملك سردينيا وكورسيكا • دوق لوكسمبورغ • دوق تيشن • دوق بارما وبياتشنزا • كونت فلاندرز |

### أسرة فيتلسباخ
| الصورة | الشعار | الاسم                   | الحكم          | الحكم         | علاقته بسلفه                                              | ألقاب أخرى                   |
| ------ | ------ | ----------------------- | -------------- | ------------- | --------------------------------------------------------- | ---------------------------- |
|        |        | كارل السابع (1697–1745) | 12 فبراير 1742 | 20 يناير 1745 | حفيد الأكبر-الأكبر لـ فرديناند الثاني وسليل لودفيع الرابع | • ملك بوهيميا • ناخب بافاريا |

### أسرة هابسبورغ-لورين
| الصورة | الشعار | الاسم                      | الحكم          | الحكم          | علاقته بسلفه                                           | ألقاب أخرى                                                                               |
| ------ | ------ | -------------------------- | -------------- | -------------- | ------------------------------------------------------ | ---------------------------------------------------------------------------------------- |
|        |        | فرانتس الأول (1708–1765)   | 13 سبتمبر 1745 | 18 أغسطس 1765  | حفيد الأكبر-الأكبر لـ فرديناند الثالث وصهر كارل السادس | • ملك ألمانيا • أرشيدوق النمسا • دوق توسكانا الأكبر • دوق لورين                          |
|        |        | يوزف الثاني (1741–1790)    | 19 أغسطس 1765  | 20 فبراير 1790 | ابن فرانتس الأول                                       | • ملك ألمانيا • ملك بوهيميا • ملك المجر • وكرواتيا • أرشيدوق النمسا                      |
|        |        | ليوبولد الثاني (1747–1792) | 21 فبراير 1790 | 1 مارس 1792    | شقيق يوزف الثاني                                       | • ملك ألمانيا • ملك بوهيميا • ملك المجر • وكرواتيا • أرشيدوق النمسا • دوق توسكانا الأكبر |
|        |        | فرانتس الثاني (1768–1835)  | 4 مارس 1792    | 6 أغسطس 1806   | ابن ليوبولد الثاني                                     | • ملك ألمانيا • ملك بوهيميا • ملك المجر • وكرواتيا • أرشيدوق النمسا                      |

## مواضيع متعلقة
- الإمبراطورية الكارولينجية
- إمبراطورية الفرنجة
- الانتخابات الإمبراطورية